# Козирщина (Самарівський район)
Козирщина (до 1 квітня 2016 — Комінте́рн) — село в Україні, у Перещепинській міській громаді Самарівського району Дніпропетровської області. Населення за переписом 2001 року становить 542 особи. Село є західним передмістям Перещепиного.

## Географія
Село Козирщина знаходиться на лівому березі річки Оріль (або на правому березі каналу Дніпро — Донбас), вище за течією на відстані 1 км розташоване місто Перещепине, нижче за течією примикає село Малокозирщина. На відстані 0,5 км розташоване селище Вишневе. Річка в цьому місці звивиста, утворює лимани, стариці і заболочені озера. Поруч проходять автомобільна дорога Т 0412 і залізниця, станція Перещепине.

## Історія
Як відмічає у своїх працях дослідник Феодосій Макаревський,
```
"..."Урочище Козырево, зажище Козырщина"...  давно уже извѣстно было братіи Самарскаго монастыря. Степанъ Козырь, ...казакъ запорожскій, родомъ изъ польской шляхты, ... на старости лѣтъ, около 1745 года, спокойно сидевшій при Орели въ своихъ займищахъ, щиро, горячо любилъ Самарскій монастырь.... Въ 1761 году урочище Козырщина, на пространствѣ трехъ тысячъ десятинъ земли, досталась въ собственность, перешла во владѣніе бывшему запорожцу, отставному полковнику Петру Іовлевичу Лизандеру. ..."
```

В 1779 П.Лизандер прохав дозволу для побудови (а точніше — переносу придбаної за 600 карбованців у Новоселівці) церкви в ім'я Воскресіння Христова" у слободі, зазначивши в Козирщині 140 дворів і 718 мешканців.
13 лютого 1780 р. місце під церкву було освячене, а 29.11.1780 у зведеній церкві вже відбулося перше богослужіння

## Населення

### Мова
Розподіл населення за рідною мовою за даними перепису 2001 року:
| Мова       | Кількість | Відсоток |
| ---------- | --------- | -------- |
| українська | 505       | 93.17%   |
| російська  | 36        | 6.64%    |
| білоруська | 1         | 0.19%    |
| Усього     | 542       | 100%     |

## Економіка
- ФГ «Свичановське».

## Об'єкти соціальної сфери
- Фельдшерсько-акушерський пункт.

## Відомі особистості
В поселенні народився:
- Чуприна Тарас Єлизарович (1876—?) — діяч Катеринославської «Просвіти».